# Iulia Volkova
Iulia Olegovna Volkova (în rusă Юлия Олеговна Волкова; n. 20 februarie 1985, Moscova, URSS) este o cântăreață rusă, membră a formației de muzică t.A.T.u.. Ea a cântat împreună cu o altă cântăreață din Rusia, Lena Katina.

## Julia înainte de t.A.T.u.

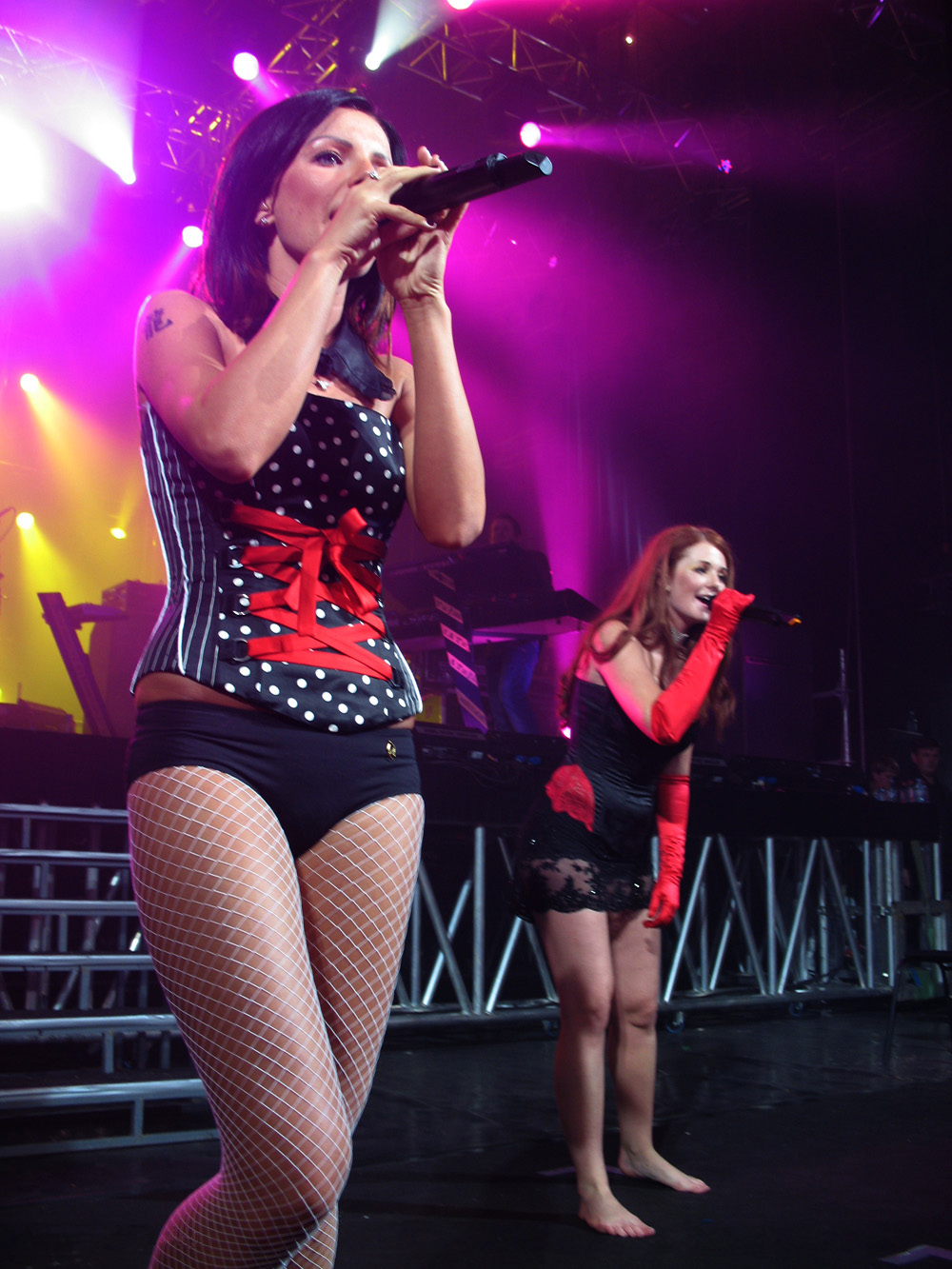
Julia Volkova (stânga) și Lena Katina (împreună ca t.A.T.u.) cântând live în Moscova, 2008

Este singură la părinți și a început să cânte de la vârsta de 9 ani în grupuri de copii. Prima dată s-a întâlnit cu Lena Katina în grupul Neposedi. A urmat o perioadă de glorie cu trupa t.A.T.u. care a fost înființată de către Ivan Șapovalov. După ce s-au despărțit, Iulia a continuat cu o carieră solo lansând mai multe videoclipuri la melodiile : "All Because of You" în 2011 ,  "Didn't Wanna Do It" în 2012 și "Back To Her Future (feat. Dima Bilan)" în 2012.

## Viața personală
Are 2 copii, o fetiță și un băiețel. Nu este căsătorită.

## Discografie

### CuNeposedi
- 1997: Pust Mirom Pravit Lyubov⁠(d) (album)

### Cut.A.T.u.
vezi Discografia formației t.A.T.u.

### Single-uri solo
- 2011: Rage
- 2011: Woman All the Way Down
- 2011: Сдвину мир / Sdvinu Mir
- 2011: All Because of You
- 2012: Didn't Wanna Do It⁠(d)
- 2012: Давай закрутим землю / Davai Zakrutim Zemlyu
- 2012:  Любовь-Сука/ Lyubov-Suka (feat. Dima Bilan)
- 2012: Back to Her Future (feat. Dima Bilan)
- 2014: Лыубов В Каждом Мгновении / Lubov v Kazhdom Mgnovenii (with Lena Katina & Legalize feat. Mike Tompkins)
- 2015: Держи рядом / Derzhi Ryadom
- 2016: Спасите Люди Мир / Spasite Lyudi Mir
- 2017: Просто забыть / Prosto Zabyt

### Participare
- 2012: Night of Your Life (original demo) – Sergio Galoyan⁠(d)

## Videoclipuri solo
- 2011 — "All Because of You"
- 2011 — "Сдвину мир / Sdvinu Mir"
- 2012 — "Didn't Wanna Do It⁠(d)"
- 2012 — "Davai Zakrutim Zemlyu / Давай закрутим землю⁠(d)"
- 2012 — "Любовь-Сука / Lyubov-Suka" (feat. Dima Bilan)
- 2012 — "Back to Her Future" (feat. Dima Bilan)
- 2015 — "Держи рядом / Derzhi Ryadom"
- 2017 — ”Просто забыть / Prosto Zabyt”

## Filmografie
- 1996, 1998 — Yeralash⁠(d) «Ералаш» – diverse
- 2011 — You and I⁠(d) – rolul său
- 2013 — Zombie Fever (Zombi kanikuly 3D) «Zомби каникулы 3D» – Natașa
- 2014 — Together Apart (short movie) – cupid
- 2014 — Panelák⁠(d) – rolul său